# Emilienheim (gmina)
Emilienheim (także Emiljenhejm, Emilenheim; następnie Oleśnica) – dawna gmina wiejska istniejąca na przełomie XIX i XX wieku w guberni kaliskiej. Nazwa gminy pochodzi od wsi Emilienheim (obecnie Michalinów), lecz siedzibą władz gminy była Oleśnica.
Za Królestwa Polskiego gmina Emilienheim należała do powiatu słupeckiego w guberni kaliskiej.
Gmina stanowiła południową część powiatu, położoną w dolinie Warty, której lewy brzeg zamieszkiwała mniejszość niemiecka. Gmina składała się z wsi Adelhof, Adolfsberg, Emilienheim, Ingelfingen, Ludwigslust i Friedrichsfeld. Władze carskie popierały niemiecką kolonizację, ponieważ ludność ta była wypróbowaną i wierną ostoją rosyjskich wpływów. Gmina miała 10,640 mórg obszaru i liczyła 5670 mieszkańców.
Brak informacji o dacie zniesienia gminy lecz w wykazie z 1921 roku jednostka występuje już pod nazwą gmina Oleśnica; część obszaru gminy weszła również w skład gminy Trąbczyn, m.in. sam Michalinów (Emilienheim).